# دوما (روسيا)
الدوما و ((بالروسية: Ду́ма)‏, (بالروسية: ˈdumə)‏

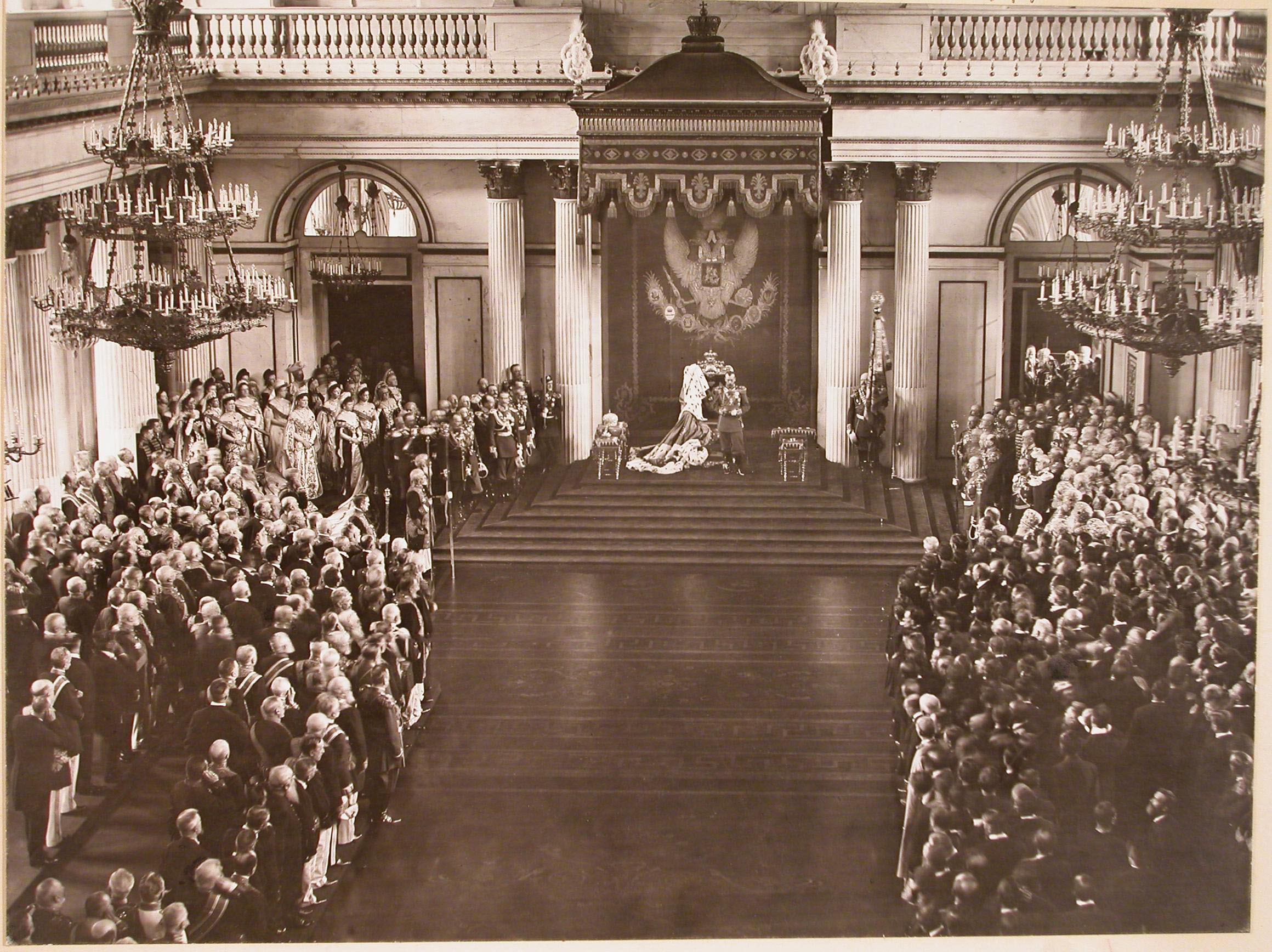

) هي أي من المجالس التمثيلية المختلفة في روسيا الحديثة والتاريخ الروسي. ومجلس الدوما في الإمبراطورية الروسية والاتحاد الروسي يتوافق مع مجلس النواب في البرلمان. وببساطة هو شكل من أشكال المؤسسات الحكومية الروسية، التي تشكلت في عهد القيصر الأخير، نيكولاس الثاني. وهو أيضا عبارة عن مجلس للحكام الروس الأوائل، فضلا عن مجالس المدن في الإمبراطورية الروسية والهيئات التشريعية الإقليمية في الاتحاد الروسي.